# Ruud Hesp
Ruud Hesp (31 d'octubre del 1965, Bussum, Holanda del Nord) fou un porter de futbol neerlandès. Jugà en diferents equips del seu país, així com amb la selecció neerlandesa, així com el FC Barcelona.
Començà jugant l'any 1985 en el HFC Haarlem, per l'any 1987 fitxar pel Fortuna Sittard, on jugaria durant set temporades. El seu següent club seria el Roda JC, on guanyaria una Copa KNVB i on Louis Van Gaal s'hi fixaria i el fitxaria pel FC Barcelona, on arribà amb la carta de llibertat i on aconseguí dues Lligues, així com una Supercopa d'Europa i una Copa del Rei enfront del Reial Mallorca en la qual Hesp en fou el protagonista a la tanda de penals.
Després de l'aventura blaugrana, Hesp retornà al Fortuna Sittard l'any 2000, on es retiraria l'any 2002.
Participà en el Mundial de França 1998, on fou suplent d'Edwin van der Sar, sense arribar a jugar cap partit.

## Clubs
- 1985-1987: HFC Haarlem
- 1987-1994: Fortuna Sittard
- 1994-1997: Roda JC
- 1997-2000: FC Barcelona
- 2000-2002: Fortuna Sittard

## Palmarès
- 1 Copa KNVB (Roda JC): 1996
- 2 Lligues espanyoles (FC Barcelona): 1997/98 i 1998/99
- 1 Supercopa d'Europa (FC Barcelona): 1997
- 1 Copa del Rei (FC Barcelona): 1998